# Сидорович, Георгий Степанович
Георгий Степанович Сидоро́вич (21 ноября 1903 года, Минск — 8 мая 1985 года, Москва) — советский военачальник, участник Великой Отечественной войны, генерал-полковник танковых войск (1962).

## Биография
Родился 21 ноября 1903 года в Минске. 3 марта 1922 года был призван на срочную службу в Красную Армию. Служил старшим переписчиком 3-го отделения эксплуатационно-строительной роты связи. В феврале 1923 года переведён в пограничные войска, где также служил связистом: старший линейный надсмотрщик Белорусского пограничного отряда, с марта по сентябрь 1924 года — на такой же должности в 13-м погранотряде.
Получил направление на учёбу и в сентябре 1927 года окончил 7-ю Объединённую Белорусскую военную школу имени ЦИК БССР. С сентября 1927 года служил в 23-й стрелковой дивизии Харьковского военного округа: командир взвода 23-го артиллерийского полка, с 6 ноября 1928 — командир взвода полковой школы, с января 1931 — командир взвода и политрук, с апреля 1931 — помощник начальника штаба 23-го артиллерийского полка, с мая 1932 — начальник штаба дивизиона этого полка. В феврале 1933 года был направлен на учёбу в академию.
В 1937 году окончил Военную академию механизации и моторизации РККА имени И. В. Сталина. С июля 1937 года служил в Харьковском бронетанковом училище имени И. В. Сталина: помощник начальника, а с марта 1938 года — начальник учебного отдела по войсковому циклу. С ноября по декабрь 1939 года — начальник оперативного отдела штаба 10-го танкового корпуса. Затем вновь был направлен на учёбу и в июле 1941 года окончил первый курс Академии Генерального штаба РККА.

## Великая Отечественная война
10 июля 1941 года майор Сидорович был назначен начальником штаба 101-й танковой дивизии, 18 июля вступил с дивизией в бой на Западном фронте в ходе Смоленского сражения, а 21 июля был тяжело ранен в бою у города Ярцево. Последовало трехмесячное лечение в госпитале.
После выздоровления, с ноября 1941 года служил в Главном автобронетанковом управлении РККА: помощник начальника оперативного отдела, с августа 1942 — старший помощник начальника оперативного отдела, с ноября 1942 года — начальник разведывательного отдела штаба ГАБТУ, с января 1943 года — начальник разведывательного отдела штаба бронетанковых и механизированных войск Красной армии. Во время работы в этих штабах многократно выезжал на фронт для налаживания разведслужбы в танковых соединениях.
На фронт вернулся в декабре 1943 года, когда был назначен исполняющим должность начальника штаба 8-го гвардейского механизированного корпуса 1-й танковой армии, и принял участие в Житомирско-Бердичевской, Корсунь-Шевченковской и Проскуровско-Черновицкой наступательных операциях.
С мая по ноябрь 1944 года — начальник штаба 3-го гвардейского механизированного корпуса на 3-м Белорусском и 1-м Прибалтийском фронтах. Руководил действиями штаба корпуса в ходе Белорусской и Прибалтийской стратегических операций.
С 12 ноября 1944 года и до конца войны — начальник штаб 5-й гвардейской танковой армии. С января по конец апреля 1945 года армия участвовала в Восточно-Прусской стратегической наступательной операции, исключительно тяжелой для танкистов (неблагоприятная болотистая местность, обилие укрепленных рубежей обороны и мощных узлов сопротивления). Несмотря на это, в этой операции они первыми ворвались в Млавский укрепрайон и разгромили его, первыми вышли к Балтийскому морю 25 января и разорвали надвое немецкую группу армий «Центр», загнали её остатки в заболоченные низовья реки Висла и заставили сидеть в этих болотах до конца войны, где те и капитулировали 9 мая 1945 года.

## Послевоенная служба
Примерно год после Победы оставался на той же должности начальника штаба 5-й гвардейской армии, в том числе руководил выводом армии в Белорусский военный округ и организацией её размещения там. С августа по ноябрь 1946 года был в распоряжении начальника бронетанковых и механизированных войск Советской армии, после чего назначен военным атташе при посольстве СССР в Югославии. С января 1950 года — заместитель начальника 10-го отдела 2-го Главного управления Генерального штаба ВС СССР, а после создания 10-го Главного управления Генерального штаба (международное военное сотрудничество), в мае 1951 года назначен его первым начальником.
В мае 1953 года освобожден от занимаемой должности и прикомандирован к Министерству внутренней и внешней торговли СССР с оставлением в кадрах Советской Армии, был назначен начальником Главного инженерного управления Министерства внутренней и внешней торговли СССР (с августа 1953 Министерство внешней торговли СССР). С января 1955 года — начальник Главного инженерного управления по делам экономических связей со странами народной демократии. С июля 1957 года — начальник Главного инженерного управления Государственного комитета при Совете министров СССР по внешним экономическим связям, а с августа 1959 года — заместитель председателя этого Государственного комитета. На этом посту трудился последующие 16 лет, возглавляя всю практическую работу по продаже и поставкам советского вооружения в зарубежные страны. В июле 1975 года освобождён от должности и направлен в распоряжение Министра обороны СССР, а 15 октября 1975 года уволен в отставку.
Член КПСС с 1928 года.
Жил в Москве. Умер 8 мая 1985 года. Похоронен на Кунцевском кладбище в Москве.

## Воинские звания
- старший лейтенант (1936);
- капитан (7.06.1937);
- майор (28.03.1939);
- подполковник (23.01.1942);
- полковник (21.02.1944);
- генерал-майор танковых войск (15.07.1944);
- генерал-лейтенант танковых войск (18.02.1958);
- генерал-полковник танковых войск (27.04.1962).

## Награды
- два ордена Ленина (30.04.1947[6], 1958[2]);
- орден Октябрьской Революции (1973)[2];
- шесть орденов Красного Знамени (10.11.1942[7], 26.03.1944[8], 07.07.1944[9], 03.11.1944[10], 13.06.1952, ?);
- два ордена Суворова II степени (23.08.1944[11], 10.04.1945[12]);
- орден Отечественной войны I степени (6.04.1985)[13];
- три ордена Трудового Красного Знамени (1963, 1968, 1971)[2];
- орден Красной Звезды (15.12.1943[14], 1983[2]);
- медаль «За оборону Москвы» (04.04.1945)[15];
- медаль «За оборону Сталинграда» (22.12.1942)[6];
- медаль «За победу над Германией в Великой Отечественной войне 1941—1945 гг.» (9.05.1945)[6];
- юбилейная медаль «Двадцать лет Победы в Великой Отечественной войне 1941—1945 гг.» (1965)[2];
- медаль «За взятие Кёнигсберга» (09.06.1945)[6];
- юбилейная медаль «30 лет Советской Армии и Флота» (1948)[2];
- юбилейная медаль «40 лет Вооружённых Сил СССР» (1958)[2];
- юбилейная медаль «50 лет Вооружённых Сил СССР» (1967)[2];
- медаль «В память 800-летия Москвы» (1947)[2];
- ряд других медалей СССР.

иностранные награды
- орден Знамени (ВНР) I степени (ВНР, 05.1970)[16];
- орден Красного Знамени (Монголия) (МНР)[17];
- орден Тудора Владимиреску I степени (СРР)[18];
- золотой крест ордена (IV класса) Virtuti Militari (ПНР, 19.12.1968)[19]
- боевой орден «За заслуги перед народом и Отечеством» I степени — золото (ГДР)[20];
- медаль «За службу Родине» I степени — золото (ВНР, 20.02.1970)[16];
- медаль «За укрепление дружбы по оружию» I степени — золото (ЧССР)[21];
- медаль «Братство по оружию» I степени — золото (ГДР)[20];
- медаль «50 лет Монгольской Народной Революции» (МНР, 16.12.1971)[17];
- медаль «50 лет Монгольской Народной Армии» (МНР, 15.03.1971)[17];
- медаль «30 лет Халхин-Гольской Победы» (МНР)[17].

## Память
- На могиле установлен надгробный памятник.
- Имя воина увековечено в Главном Храме Вооружённых сил России, и навсегда запечатлено на мемориале «Дорога памяти» [22]